# Нойшванщайн
Замъкът Нойшванщайн (на немски: Neuschwanstein, в превод Нова лебедова скала) е най-известният замък на баварския крал Лудвиг II, считан за образ на замъка на принца на Пепеляшка, послужил и за емблема на „анимационното студио на Уолт Дисни“, наричан е замъкът на Вагнер, над алпийското Лебедово езеро (Schwansee). Красотата на замъка и езерото вдъхновяват Чайковски за създаването на балета „Лебедово езеро“.
Разположен в подножието на Баварските Алпи и връх Цугшпице, „Замъкът на лебедовата скала“ се намира в местността Алгой, над планинската река Палат (Пьолат) в община Швангау, на 5 km от град Фюсен (на границата с австрийската провинция Тирол). Това е краят на прочутия Романтичен път, построен още от римляните и свързвал най-красивите места на провинцията. Най-добро време за посещение е през есента и зимата.

## История
Първата от многобройните срещи на Рихард Вагнер с баварският крал Лудвиг II на 4 май 1864 г. оказва голямото въздействие върху краля, породено от страстта му към древните германски герои, които Вагнеровото творчество възкресява. През 1869 г. Лудвиг II, вдъхновен от легендата за рицаря Лоенгрин и от сюжетите в оперите на Вагнер, започва строежа на своя „замъка на мечтите“ продължил 17 години. Проектите са на архитектите Едуард Ридел и Кристиан Янк в романтичен стил на старите германски рицарски крепости, но не успяват да бъдат напълно реализирани до смъртта на краля през 1886 г., след която работите фактически спират. Замъкът е декориран с картини по мотиви от оперите на Рихард Вагнер – „Парсифал“, „Лоенгрин“, „Танхойзер“, „Тристан и Изолда“ и др. Емблематичен за замъка е образът на лебеда (любима птица на краля), който се среща във всяка стая сред рисунките, в декорацията на завесите, статуи и къде ли още не.
След смъртта на баща си крал Максимилиан II, едва навършил 18 г., през 1864 г. Лудвиг II става крал на Бавария. Две години по-късно губи две войни с Прусия – първо в съюз с Австро-Унгария, после с Франция. Той бива принуден да приеме победата и превъзходството на Прусия над страната си и да предостави голяма част от армията си под командването на прусите, запазвайки формално независимостта на своята власт. Потиснат от реалността, той изгражда един алтернативен свят, в който вижда себе си като средновековен владетел. Това вероятно е идеята, стояла зад построяването на този замък. На хребета на великолепната Полатска клисура и на фона на внушителните планини той построил своя нов замък върху основите на два по-малки средновековни замъка познати му още от детинство. Основите на замъка се полагат през 1869 г. и входните помещения биват завършени през 1873 г. Първоначално кралят е живял тук, а през 1884 г. неговите покои в двореца били готови. Опростена част от южната страна на замъка, „Беседката“ била завършена едва през 1891 г., а централната кула на замъка с Параклиса никога не бива построена. Самият крал успял да прекара само 10 дни в своя приказен замък. С внезапно настъпилата при неясни обстоятелства смърт на Лудвиг II, на 13 юни 1886 г., от планираните над 30 стаи в замъка завършени са само 11. Всички по-нататъшни строежи биват замразени.

## Стаи и зали
Главните стаи в замъка „Нойшванщайн“ са декорирани предимно със сцени от германския фолклор, на който се базират произведенията на Рихард Вагнер.

### Вестибюл
Изкачвайки се по великолепните главни стълбища от неполиран мрамор, влизаме във вестибюла на 3-тия етаж. Той разделя покоите на краля от тронната зала, до която се достига през мраморния портал вдясно. Стенните картини (дело на професор W.Hauschild) изобразяват сцени от първата част на сагата „Зигфрид“. Сцени от втората част могат да се видят във вестибюла на 4-тия етаж. Вестибюлът е покрит от римски напречен свод, богато декориран от цветни картини. Неговите по-ниски арки и капители представяли рицари и животни. Полилеите, изработени в Мюнхенската фабрика „Moradelli“, били от ковано желязо. Покрай стените са разположени тежки издълбани дъбови пейки, покрити с впечатляваща тапицерия от свинска кожа.

### Тронна зала
Тронната зала е представителната зала на замъка и е дело на Ил и Хофман. Мраморното стълбище води до мястото, където златният трон на краля е трябвало да заеме своето място. Този проект никога не бил изпълнен, тъй като след смъртта на Лудвиг, всички незапочнати проекти били спрени. Картините изобразявали дванадесетте апостола, шест канонизирани крале и сцени от техния живот. На апсидата е изобразен Христос с Мария и неговия любим ученик св. Йоан. В задната част на залата се намира картината на „Св. Георги Победоносец“. Тази картина показва в левия си ъгъл планирания от краля четвърти дворец – Фалкенщайн. Планираният старт на строежа на замъка през 1886 г. никога не започнал след смъртта на Лудвиг. Галерията е поддържана от колони, направени от материал, имитиращ порфир. Големият полилей с формата на Византийската корона е направен от позлатен месинг и поддържа 96 свещи. За почистването му и смяната на свещите, тежащият 2 тона полилей бил свалян с помощта на лебедка. Прекрасна е и специалната изработка на мозайката, покриваща пода на залата, дълга 66 фута и широка 50 фута. Повече от 2 милиона камъчета изобразяват растения и животни от целия свят.

### Балконът
Балконът на тронната зала предлага прекрасна гледка към Баварските Алпи. На фона на величествените планини се виждат и двете езера – Алпийското и Лебедовото, а между тях е разположен бившият замък „Шванщайн“, днес наричан „Хоеншвангау“. Лудвиг II прекарал 17 години от своето детство и юношество в него.

### Трапезария
Картините в трапезарията изобразяват детайли от живота в замъка Вартбург по времето на легендарното Състезание на певците, около 1207 г. Вагнер избира този сюжет заедно с легендата за минезингера Танхойзер за създаването на една от най-прочутите си опери. Картините в тази стая са рисувани от Фердинант Пайлоти от Мюнхен, най-известния художник работил в Нойшванщайн. Над вратата, обрамчен от червени копринени завеси се намира портретът на Волфрам фон Ешенбах – поетът на „Лоенгрин“ и „Парсифал“. Картината над вратата, водеща до стаята на прислугата показва Готфрид фон Щрасбург („Тристан и Изолда“, около 1210 г.). За разлика от дворците Линдерхоф и Херенхимзе, замъкът Нойшванщайн няма така наречената „магична масичка“. Технически е било невъзможно да се монтира такова устройство, тъй като кухнята се намирала 3 етажа по-долу от трапезарията. Ястията били донасяни от прислужници.

### Спалня
Самотният крал имал склонност към разкошно декорирани спални. Стаята направена в неоготически стил показва богатата дъбова дърворезба, специално тази на балдахина на леглото, на мивката, на стола за четене и на централния стълб. Четиринадесет скулптори работили четири и половина години, за да завършат тази стая. Дърворезбата в краищата на краката на леглото изобразяват Възкресението на Христос, символизирайки близката прилика между съня и смъртта. Стенните картини изобразяват детайли от сагата за „Тристан и Изолда“, също станала опера на Вагнер. Завесите и покривалата показват предпочитанието на краля към светлото баварско синьо и били избродирани с гербове, лебеди и лъвове. Мивката била снабдена с течаща вода, достигаща до замъка от каптаж, намиращ се на 660 фута над него, така че естественото налягане да може да захранва с вода целия замък, дори и най-високо разположените стаи. Балконът към спалнята открива прекрасна гледка към високия 149 фута водопад, а отзад се вижда извисяващата се на 6749 фута планина – Sauling.

### Параклис
От спалнята на краля през странична врата се влиза в малкия „личен“ параклис в неоготически стил. Основен елемент е разкошният олтар, където се намира ценно разпятие. Картините и стъклописите изобразяват сцени от живота на френския крал Лудвиг IX.

### Стая за преобличане (съблекалня)
Стаята за преобличане е единствената стая в покоите на краля, която няма дървен таван. Картините по тавана и стените са дело на Едуард Ил. Картините по стените показват сцени от живота на главния певец Валтер фон дер Фогелвайде. Над входа е изобразен пак той, заобиколен от птици. Всички останали картини показват сцени от Вагнеровата тема – „Нюрнбергските майстори певци“. Вратата между спалнята и съблекалнята на краля е декорирана с ковано желязо, което е най-изящното в целия замък.

### Всекидневна
Минавайки през изкуствено направена пещера и зимна градина се влиза във всекидневната на краля. Включва голям салон и отделения от колони малък ъгъл за седене, така наречения Лебедов ъгъл. Мотивите на картините по стените представят сагата за Лоенгрин, която вдъхновява Вагнер да напише операта „Лоенгрин“. Над печката е изобразено пристигането на Лоенгрин в Антверп. Срещу него – Чудото на Светия Граал – Парсифал определя своя син Лоенгрин да се бие за Елза от Брабант. Следващи сцени от сагата се показани в Лебедовия ъгъл на стаята. Вратите с големи рамки в римски стил показват сцени от историята за „Тристан и Изолда“, „Парсифал“ и „Зигфрид“. Голяма порцеланова ваза за цветя във формата и размера на лебед стои над печката. Полилеят е направен от позлатен месинг и поддържа 48 свещи. Орнаментите по полилея и колоните са направени от цветно бохемско стъкло, покривалата и завесите са от светлосиня коприна, избродирани с лебедови мотиви.

### Кабинет
Кабинетът на краля бил построен в римски стил, отговарящ на замъка Вартбург, който служел за модел на Нойшванщайн. Цялата дърворезба е направена от най-висококачествено дъбово дърво. Всички осветителни тела в тази стая, както и в останалите кралски покои, били от позлатен месинг. По-голямата част от картините в замъка изобразяват мотиви, които Вагнер използва в своите опери.

### Певческа зала
Замъкът Вартбург в Тюрингия е използван от Лудвиг II за модел особено за Певческата зала. Картините в самата зала и тези, в частта на зрителите показват детайли от сагата „Парсифал“, обект на най-важната Вагнерова опера. Повечето от картините в залата са работа на професор Spies и Ferd Piloty, и двамата от Мюнхен. Основният декор на сцената „Магическата гора Клингсор“ е нарисуван от мюнхенския художник Кристиян Янк (художник в Кралския театър), който също така направил много от проектите и вътрешния дизайн на важни части от замъка „Нойшванщайн“.
Над двете странични врати на сцената е поставен гербът на династията Вителсбах с надпис: „Лудвиг II, Крал на Бавария, Граф Палатин“. Този надпис е единственото сведение за строителя в целия замък.
Залата никога не е била използвана приживе от Лудвиг II. Само през 1933 г. били организирани няколко концерта по случай честването на 50 г. от смъртта на Рихард Вагнер. Подобни концерти и камерна музика били изпълнявани в залата до 1939 г. Тогава залата била осветявана от светлината на повече от 600 свещи. Специалната фигурална конструкция на тавана на залата ѝ придава много добра акустика.
След войната, в Певческата зала на „Нойшванщайн“, отново започнали да се организират концерти от 1952 г. до 1969 г. и винаги се състояли през септември.

### Кухня
За разлика от кухните в дворците Линдерхоф и Херенхимзе, кухнята на Нойшванщайн се е запазила почти изцяло непроменена. Могъщият свод на кухнята е поддържан от колони от полиран гранит. Абсолютно модерна за времето си, освен че била снабдена с течаща студена и топла вода, кухнята разполагала и с напълно автоматични въртящи се шишове за дивеч и домашни птици, издигащият се горещ въздух в комина задвижвал турбина в широката тръба над шиша и това движение на въздуха завъртало механизма на шиша (изобретение на Леонардо да Винчи).

Димът от голямата печка, намираща се в средата на кухнята, бил отвеждан навън през пода. Топлината, излизаща от печката към комина, същевременно затопляла чиниите във витрината, монтирана в стената зад фурната. Кухнята работила на пълни обороти за период от 2 години.
Още през 1884 г. замъкът Нойшванщайн имал централно отопление чрез топъл въздух, идващ от мазето и пода. Горещият въздух достигал до помещенията дори и на най-горните етажи през въздушни тръби. Големи печки за отопление били поставени в специални стаи встрани от кухнята. Необходимото количество дърва достигало до печките посредством асансьори.
Замъкът Нойшванщайн е една от най-известните туристически дестинации в Германия, посещаван ежегодно от около милион и двеста хиляди туристи. Заради своята неповторима архитектура и вътрешно оформление е познат сред посетителите като „Приказният замък“.